# عبد الله شبر
عبد الله بن محمد رضا بن محمد آل شُبّر (1188 هـ - 1242 هـ). هو رجل دين ومُحدّث ومتكلم ومُفسّر شيعي عراقي مُتَوفّى وعاش في أواخر القرن الثاني عشر الهجري والنصف الأول من القرن الثالث عشر. وهو محل توثيق عند عدد من رجاليي الشيعة ومُحدّثيهم، ومنهم: عباس القمي،(1) وعبد النبي الكاظمي.(2) ومحسن الأمين.(3)
بعد وفاة محسن الأعرجي سنة 1227 هـ، ثُمّ وفاة المرجع جعفر كاشف الغطاء سنة 1228 هـ؛ فقد توجه الشيعة في العراق نحو عبد الله شبّر وبدأت شهرته تتسع أكثر فأكثر حتى صار مرجعاً وكان عمره حينئذٍ 43 عاماً. كان ينعت بـالمجلسي الثاني.

## ولادته
ولد عبد الله شبر سنة 1888 هـ. في النجف، وانتقل مع والده محمد رضا إلى الكاظمية، وبقي هناك حتى وفاته منكباً على التأليف مشغولاً بالتدريس.

## أساتذته
- والده محمد رضا شبر.
- محسن الأعرجي.
- جعفر كاشف الغطاء.
- أحمد بن زين الدين الأحسائي[3]

## تلامذته
- أحمد البلاغي
- محمد إسماعيل الخالصي
- هاشم الأعرجي
- جعفر الجبلي
- إسماعيل والشيخ مهدي ابنا أسد الله الشوشتري
- علي العاملي
- هاشم بن السيد الراضي
- محمد علي التبريزي
- محمود الخوئي[4]

## وفاته
توفي في الكاظمية سنة 1242 هـ، ودفن مع والده في حجرة من العتبة الكاظمية.

## مؤلفاته
| - 'تفسير القرآن الكريم'. - 'تسلية الفؤاد في بيان الموت والمعاد'. ذكره آغا بزرگ الطهراني باسم تسلية الفؤاد في فقد الأولاد. - 'مطلع النيرين في لغة القرآن وحديث أحد الثقلين'. - 'مصباح الظلام في شرح مفاتيح شرائع الإسلام'. - 'المنهج القويم في طريقة القدماء والمحدثين'. - 'مصابيح الأنوار في حل مشكلات الأخبار'. ذكره صاحب كتاب كشف الحجب والأستار فقال عنه: ”قد اشتمل على حل الاشكال المشكلة في المعقول والمنقول والآثار المعضلة في الفروع والأصول“. - 'الأنوار اللامعة في شرح زيارة الجامعة'. - 'مثير الأحزان في تعزية سادات الزمان'. هذا هو الاسم المشهور للكتاب إلّا أن الطهراني يذكر أنه رأى في نسخة الكتاب الموجودة عند حفيد المؤلّف؛ رآه بهذا العنوان مهيج الأحزان ومثير الأشجان. وقد ذكره في موضع آخر من ذريعته وأدرجه بالعنوان غير المشهور أي مهيج الأحزان ومثير الأشجان في مصائب سادات الزمان. - 'الحقّ اليقين في معرفة أصول الدين'. | - 'جلاء العيون في أحوال المعصومين'. هذا الكتاب هو ترجمة لكتاب جلاء العيون من اللغة الفارسية لمؤلّفه محمد باقر المجلسي مع بعض التصرفات والتعديلات الطفيفية التي منها زيادة ذكر الأسانيد للأحاديث وبيان مأخذها، وشرح ما يحتاج إلى البيان من ألفاظها. - 'أحسن التقويم فيما يتعلق بالنجوم'. - 'ذريعة النجاة في تعقيب الصلاة'. - 'عجائب الأخبار ونوادر الآثار'. - 'البلاغ المبين في أصول الدين'. - 'زينة المؤمنين وأخلاق المتقين'. - 'جامع المعارف والأحكام'. يُقال له أحياناً جامع الأحكام اختصاراً، ويُعدّ من المجامع الحديثية المتأخرة عند الشيعة. - 'صفوة التفاسير'. - 'فقه الإمامية'. |

## الهوامش
- 1 - ذكره عباس القمي في كتابه المشهور الكنى والألقاب فقال عنه: ”الفاضل النبيل والمحدث الجليل والفقيه المتبحر الخبير العالم الرباني المشتهر في عصره بالمجلسي الثاني“.[14]
- 2 - ذكره عبد النبي الكاظمي في كتابه تكملة الرجال فقال: «والسيد عبد الله حاز على جميع العلوم التفسير والفقه والحديث واللغة، وصنّف في أكثر العلوم الشرعية من التفسير والفقه والحديث واللغة والأُصول وغيرها، فأكثر وأجاد، وانتشرت كتبه في الأقطار وملأت الأمصار، ولم يوجد أحد مثله في سرعة التصنيف وجودة التأليف، مع مواظبته على كثير من الطاعات، كزيارة الأئمة عليهم السلام والإخوان، والنوافل، وقضاء الحوائج، والقضاء والفتوى إلى غير ذلك».
- 3 - ذكره محسن الأمين في الأعيان: هو المحدث المؤلف المكثر وصفه صاحب دار السلام بالعالم المؤيد والسيد السند والركن المعتمد، وآل شبر من أسر العراق العلمية المشهورة.[15]

### إشارات مرجعية
1. ↑  عادل نويهض (1983). معجم المفسرين من صدر الإسلام حتى العصر الحاضر (ط. الثالثة). بيروت، لبنان: مؤسسة نويهض الثقافية للتأليف والترجمة والنشر. ج. المجلد الأول. ص. 325-326.
2. ↑  الأمين، محسن، أعيان الشيعة، بيروت، دار التعارف، 1421 هـ.، ج 8، ص 82.
3. ↑  الأمين، أعيان الشيعة، ج8، ص82.
4. ↑  الأمين، أعيان الشيعة، ج8، ص82 و83.
5. ↑  شبر، مصابيح الأنوار، مقدمة الكتاب.
6. ↑  
الطهراني، آغا بزرگ. الذريعة إلى تصانيف الشيعة - ج4. ص. 179.
النسخة الإلكترونية
7. ↑  
الطهراني، آغا بزرگ. الذريعة إلى تصانيف الشيعة - ج21. ص. 157.
النسخة الإلكترونية
8. ↑  حسين، السيد إعجاز. كشف الحجب والأستار عن أسماء الكتب والأسفار. ص. 524.
النسخة الإلكترونية
9. ↑  
الطهراني، آغا بزرگ. الذريعة إلى تصانيف الشيعة - ج19. ص. 350.
النسخة الإلكترونية
10. ↑  
الطهراني، آغا بزرگ. الذريعة إلى تصانيف الشيعة - ج23. ص. 299.
النسخة الإلكترونية
11. ↑  
الطهراني، آغا بزرگ. الذريعة إلى تصانيف الشيعة - ج7. ص. 41.
النسخة الإلكترونية
12. ↑  
الطهراني، آغا بزرگ. الذريعة إلى تصانيف الشيعة - ج5. ص. 125.
النسخة الإلكترونية
13. ↑  
الطهراني، آغا بزرگ. الذريعة إلى تصانيف الشيعة - ج5. ص. 71.
النسخة الإلكترونية
14. ↑  القمي، عباس. الكنى والألقاب - ج2. ص. 352.
النسخة الإلكترونية
15. ↑  أعيان الشيعة، ج8، ص82.